# Bracon praeceptor
Bracon praeceptor är en stekelart som först beskrevs av Charles Thomas Brues 1924.  Bracon praeceptor ingår i släktet Bracon och familjen bracksteklar. Inga underarter finns listade.